# Dia Mundial da Resiliência do Turismo
O Dia Mundial da Resiliência do Turismo (17 de fevereiro), proclamado pela Assembleia Geral das Nações Unidas na resolução A/RES/77/269, visa enfatizar a necessidade de promover o desenvolvimento do turismo resiliente para lidar com impactos, considerando a vulnerabilidade do setor do turismo a emergências. É também um chamado à ação para os Estados-membros das Nações Unidas desenvolverem estratégias nacionais de reabilitação após interrupções, inclusive por meio da cooperação público-privada e da diversificação de atividades e produtos.

## Turismo resiliente
Para muitos países em desenvolvimento, inclusive os menos desenvolvidos, os pequenos Estados insulares em desenvolvimento, os países da África e os países de renda média, o turismo é uma importante fonte de renda, de ganhos em moeda estrangeira, de receita tributária e de empregos. Como o turismo conecta as pessoas com a natureza, o turismo sustentável tem a capacidade única de estimular a responsabilidade e a conservação ambiental.
O turismo sustentável, incluindo o ecoturismo, é uma atividade transversal que pode contribuir para as três dimensões do desenvolvimento sustentável e para a realização dos Objetivos de Desenvolvimento Sustentável, promovendo o crescimento econômico, aliviando a pobreza, criando empregos plenos e produtivos e trabalho decente para todos.
Ele também pode desempenhar um papel na aceleração da mudança para padrões de consumo e produção mais sustentáveis e na promoção do uso sustentável dos oceanos, mares e recursos marinhos, promovendo a cultura local, melhorando a qualidade de vida e o empoderamento econômico de mulheres e jovens, povos indígenas e comunidades locais e promovendo o desenvolvimento rural e melhores condições de vida para as populações rurais, incluindo pequenos proprietários e agricultores familiares.
O uso do turismo sustentável e resiliente como ferramenta para promover o crescimento econômico sustentado e inclusivo, o desenvolvimento social e a inclusão financeira, possibilita a formalização do setor informal, a promoção da mobilização de recursos domésticos e a proteção ambiental e a erradicação da pobreza e da fome, incluindo a conservação e o uso sustentável da biodiversidade e dos recursos naturais e a promoção do investimento e do empreendedorismo no turismo sustentável.